# Turčija na Svetovnem prvenstvu v hokeju na ledu 2004
Turčija na Svetovnem prvenstvu v hokeju na ledu 2004 D3, ki je potekalo med 16. in 21. marcemom 2004 v islandskem mestu Reykjavík. V divizijo II svetovnega hokeja sta vodili prvo in drugo mesto na turnirju. 

## Postava
- Selektor: Oleg Zak (pomočnik: Mehmet Tokur)
- Vratarja: Ömer Aybers, Cihan Kahraman
- Branilci: Melik Öztürk, Utku Galip Hamarat, Serhat Kaytaz, Gökhun Öztürk, Göktürk Tasdemir, Cengiz Akyıldız
- Napadalci: Ozan Güven, Emrah Özmen, Tufan Dinç, Argun Ture, Yüksel Polatoğlu, Erdoğan Coşkun, Omer Yılmaz Arasan, Sedat Bayramoğlu, Mustafa Yapicilar, Eren Ergin, Onur Eroğlu, Sam Cengiz Çiplak

## Tekme
| 16. marec 2004 | Turčija | 5 - 7 | Islandija | Reykjavík Arena, Reykjavík |

| Poročilo tekme | Poročilo tekme | Poročilo tekme         | Poročilo tekme | Poročilo tekme |
| -------------- | --- | ---------------------- | --- | -------------- |
| Začetek: 20:00 | Eroğlu (Özmen, Ergin) 10:48 Yapicilar (Bayramoğlu) 11:08 Çiplak (Dinç, Polatoğlu) 33:45 Coşkun PS 47:11 Eroğlu (Tasdemir, Hamarat) PP1 54:58 | ( 2 - 5, 1 - 1, 2 - 1) | Jonson (Bjarnason) PP1 03:45 Sigurdsson (Hrafnsson, Jonson) 05:00 Gislason (Heimisson) 14:17 Bjarnason (Hallgrimsson) 14:54 Jakobsson (Heimisson, Bjorgvinsson) 18:22 Magnusson (Bjorgvinsson) 22:38 Magnusson (Jonson, McCormick) PP1 49:39 | Gledalci: 890  |

| 18. marec 2004 | Mehika | 16:30 | Turčija | Reykjavík Arena, Reykjavík |

| 20. marec 2004 | Turčija | 16:30 | Irska | Reykjavík Arena, Reykjavík |

| 21. marec 2004 | Armenija | 1 - 11 | Turčija | Reykjavík Arena, Reykjavík |

| Poročilo tekme | Poročilo tekme | Poročilo tekme         | Poročilo tekme | Poročilo tekme                      |
| -------------- | -------------- | ---------------------- | -------------- | ----------------------------------- |
| Začetek: 16:30 |                | ( 0 - 7, 1 - 3, 0 - 1) |                | Gledalci: 520 Sodnik: Jacob Grumsen |